# Cissi
Cissi (łac. Diocesis Cissitanus) – stolica historycznej diecezji we Cesarstwie rzymskim w prowincji Mauretania Cezarensis, zlikwidowana w VII w. podczas ekspansji islamskiej, współcześnie w północnej Algierii. Obecnie katolickie biskupstwo tytularne. 

## Biskupi tytularni
| Lp. | Biskup                             | Funkcja                                    | Od              | Do                   |
| --- | ---------------------------------- | ------------------------------------------ | --------------- | -------------------- |
| 1   | Jean de Capistran Aimé Cayer       | wikariusz apostolski Aleksandrii (Egipt)   | 26 maja 1949    | 13 kwietnia 1978     |
| 2   | Augusto Vargas Alzamora            | wikariusz apostolski Jaén (Peru)           | 8 czerwca 1978  | 30 grudnia 1989      |
| 3   | Olindo Natale Spagnolo Martellozzo | biskup pomocniczy Guayaquil (Ekwador)      | 2 lutego 1990   | 23 lipca 2008        |
| 4   | Enrique Eguía Seguí                | biskup pomocniczy Buenos Aires (Argentyna) | 4 września 2008 | 28 października 2024 |